# Pression normale
La pression normale est une valeur pratique, en partie arbitraire, de la pression absolue d'expérimentation et de mesure en laboratoire en physique et en chimie. Le choix d'une pression normalisée permet des comparaisons commodes entre résultats expérimentaux. Les conditions les plus usuelles, issues des méthodes expérimentales du XIXe siècle, fixent la pression à une atmosphère. Toutefois, il existe d'autres définitions de la pression normale.

## Valeur usuelle de la pression normale
La pression normale est usuellement fixée à une atmosphère. Cette valeur a été précisée lors de la Conférence générale des poids et mesures en 1954 comme égale à 101 325 Pa. Elle correspond à la pression d'une hauteur de 760 mmHg à 0 ℃ sous l'accélération normale de la pesanteur (9,806 65 m/s2).
Ce choix présente deux avantages :
- c'est une quantité « ronde » (tout au moins si l'on utilise l'atmosphère comme unité – mais celle-ci est désormais désuète) ;
- surtout, c'est une pression voisine de la moyenne climatique en Europe et en Amérique du Nord, donc facile à obtenir et à contrôler.

## Autres valeurs de la pression normale
D'autres valeurs de la pression normale sont définies dans divers domaines scientifiques ou techniques. Voir à ce sujet l'article Conditions normales de température et de pression.